# Кимураяма Мамору
Кимураяма Мамору (настоящее имя Мамору Кимура, 13 июля 1981, Гобо — 6 июля 2024, Токио) — бывший профессиональный борец сумо родом города Гобо префектуры Вакаяма, Япония (в своё время единственный борец, родом из этой префектуры, достигший высшего ранга в сумо). Высочайший ранг которого он достиг — маэгасира № 7.

## Карьера

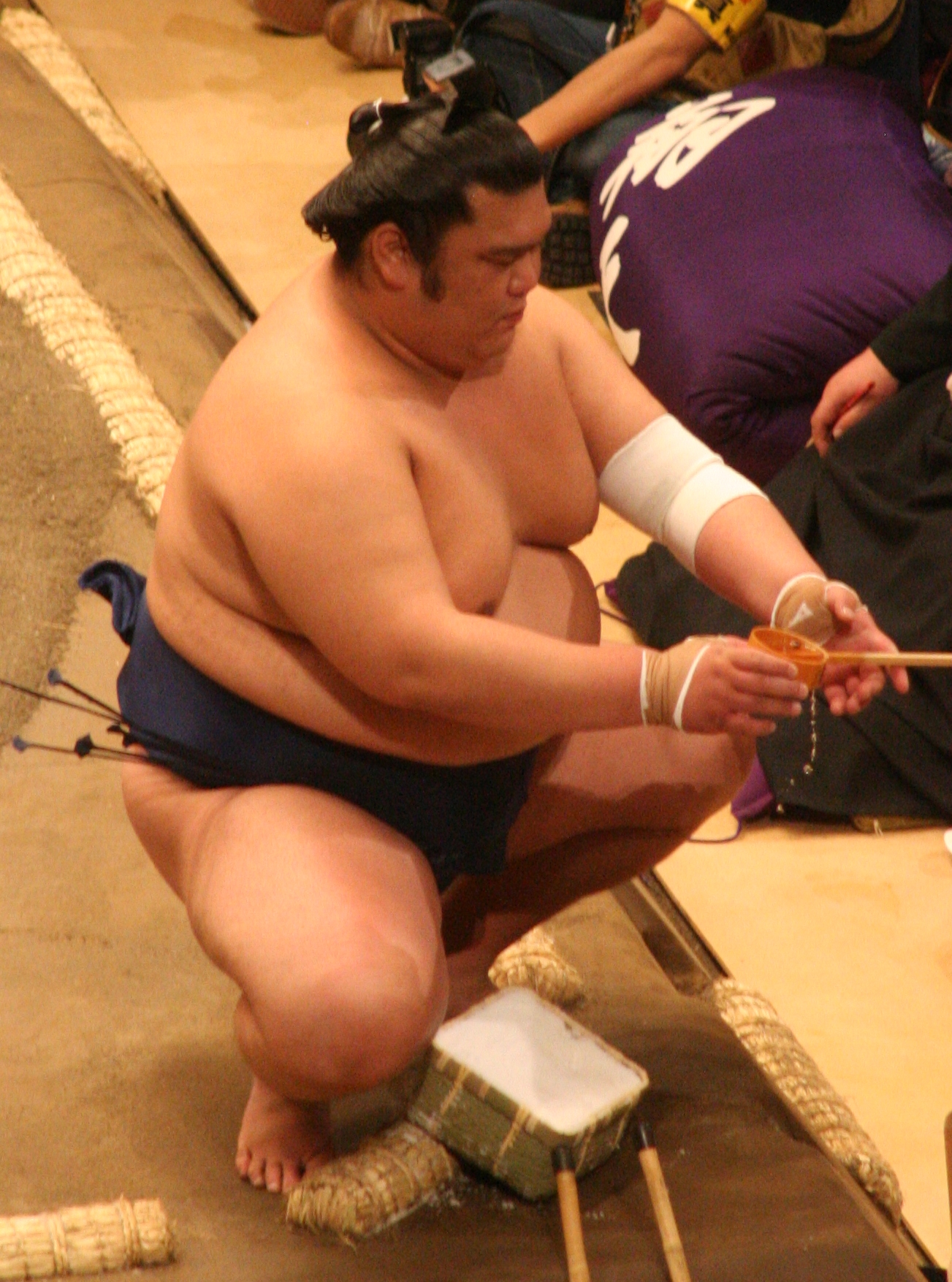
Кимураяма в мае 2009 года

Родился в Гобо. Стал чемпионом по любительскому сумо университета Тойо, но ему не хватило побед в студенческих чемпионатах, чтобы получить звание макусита цукидаси, которое позволило бы ему войти в третью профессиональную лигу макусита. Он начал с самого подножья лестницы в марте 2004 года, присоединившись к хэе Касугано, который руководил его земляк из префектуры Вакаяма бывший сэкивакэ Точиновака. Сикона Кимураямы образована из его собственной фамилии. Эту фамилию носил также известный судья Кимура Сосиро, руководивший хэей Касугано в начале 20-го века.
В январе 2008 года Кимураяма достиг статуса сэкитори, продвинулся во вторую лигу дзюрё и одержал свою первую победу в турнире с показателем 12-3. Приняв участие ещё в двух турнирах он продвинулся в лигу макуути в ранге маэгасира № 12 но выступил там с показателем 7-8. В марте 2010 он во второй раз выиграл турнир лиги дзюрё три раза встретившись в схватках на выбывание с Корю и Тамасукой. До июля 2010 (восьмая его попытка) ему не удавалось достичь показателя каси-коси (превышение числа побед над числом поражений) выступая в высшей лиге. В июле и сентябре 2010 года он добился этого показателя и был повышен (к ноябрьскому турниру 2010 года) до ранга маэгасира № 7 () что стало высочайшим рангом которого он смог достигнуть. С этого времени он оставался в высшей лиге и сместился с ранга маэгасира № 17 до ранга маэгасира № 15 несмотря на показатель 7-8 на майском техническои квалификационном турнире в связи с большим числом отставок после скандала с договорными матчами. Несмотря на то что он в пятый раз выдал показатель макэ-коси (превышение числа побед над числом поражений) на сентябрьском турнире к ноябрьскому турниру он остался в высшей лиге. В итоге выступив на 16 турнирах в высшей лиге он только два раза добился победного показателя 8-7, общий результат 101 победа против 139 поражений.
Он был единственным борцом из префектуры Вакаяма в трёх высших лигах.
После январского турнира 2014 года Кимураяма предпочёл не спускаться в лигу макусита и ушёл в отставку. Ему удалось получить звание «тошийори-кабу» - одно из 105 паёв, предоставляемых Японской ассоциацией сумо. В дальнейшем он, под именем Иватомо-ояката работал в школе (хэе) касугано.

## Стиль борьбы
Кимураяма предпочитал технику толчков и напора борьбе в захвате за пояс. Наиболее часто он побеждал используя технику выталкивания (оси-даси). Он часто использовал приём сайд-степа хэнка при начальном столкновении (татиай) борцов и побеждал во многих схватках используя приёмы хикиотоси (толчок соперника вниз) и цукиотоси (выведение из равновесия).
Участвовал в 670 схватках подряд, применяя ёрикири только 1 раз (самый часто используемый приём в сумо).
Скончался рано утром 6 июля 2024 года в больнице Токио в возрасте 42 лет после госпитализации 5 мая 2024 года.

## Результаты с дебюта в профессиональном сумо
| Год в сумо | Январь Хацу басё, Токио        | Март Хару басё, Осака            | Май Нацу басё, Токио       | Июль Нагоя басё, Нагоя   | Сентябрь Аки басё, Токио | Ноябрь Кюсю басё, Фукуока  |
| --- | ------------------------------ | -------------------------------- | -------------------------- | ------------------------ | ------------------------ | -------------------------- |
| 2004 | x                              | (Маэдзумо)                       | Дзёнокути #12 востока 6–1  | Дзёнидан #62 востока 6–1 | Сандаммэ #93 востока 6–1 | Сандаммэ #35 востока 6–1   |
| 2005 | Макусита #51 востока 6–1       | Макусита #22 запада 2–5          | Макусита #37 востока 3–4   | Макусита #45 запада 6–1  | Макусита #18 запада 3–4  | Макусита #23 запада 4–3    |
| 2006 | Макусита #16 запада 4–3        | Макусита #11 востока 4–3         | Макусита #7 запада 5–2     | Макусита #3 востока 4–3  | Макусита #1 востока 2–5  | Макусита #9 запада 0–0–7   |
| 2007 | Макусита #49 запада 5–2        | Макусита #29 востока 6–1         | Макусита #12 востока 5–2   | Макусита #5 запада 4–3   | Макусита #4 востока 4–3  | Макусита #1 запада 6–1     |
| 2008 | Дзюрё #11 запада 6–9           | Дзюрё #14 востока 12–3 чемпион   | Дзюрё #2 запада 11–4       | Маэгасира #12 запада 7–8 | Маэгасира #14 запада 7–8 | Маэгасира #15 востока 6–9  |
| 2009 | Дзюрё #1 запада 9–6            | Маэгасира #15 запада 7–8         | Маэгасира #16 востока 5–10 | Дзюрё #5 запада 8–7      | Дзюрё #2 востока 9–6     | Маэгасира #14 запада 4–11  |
| 2010 | Дзюрё #3 запада 7–8            | Дзюрё #4 запада 11–4–PP Champion | Маэгасира #12 запада 7–8   | Маэгасира #13 запада 8–7 | Маэгасира #9 востока 8–7 | Маэгасира #7 запада 5–10   |
| 2011 | Маэгасира #14 запада 6–9       | Отмена басё 0–0–15               | Маэгасира #17 востока 7–8  | Маэгасира #15 запада 7–8 | Маэгасира #16 запада 7–8 | Маэгасира #17 востока 4–11 |
| 2012 | Дзюрё #5 запада 5–10           | Дзюрё #11 запада 8–7             | Дзюрё #9 запада 10–5       | Дзюрё #3 востока 9–6     | Маэгасира #14 запада 6–9 | Дзюрё #2 востока 6–9       |
| 2013 | Дзюрё #4 запада 4–11           | Дзюрё #11 востока 7–8            | Дзюрё #11 запада 3–12      | Макусита #6 запада 4–3   | Макусита #3 востока 5–2  | Дзюрё #11 запада 7–8       |
| 2014 | Дзюрё #11 запада Отставка 4–11 |                                  |                            |                          |                          |                            |
| Результат приведен как победил-проиграл-снялся Победа Малый кубок Отставка Не выступал в макуути Специальные призы: Д=За боевой дух (Канто-сё); В=За выдающееся выступление (Сюкун-сё); Т=За техническое совершество (Гино-сё) Ещё показаны: ★=Кимбоси; P=Участие в дополнительном финале Лиги: Макуути — Дзюрё — Макусита — Сандаммэ — Дзёнидан — Дзёнокути Ранги макуути: Ёкодзуна — Одзэки — Сэкивакэ — Комусуби — Маэгасира |                                |                                  |                            |                          |                          |                            |